# Băbiu, Sălaj
Băbiu (în maghiară: Bábony) este un sat în comuna Almașu din județul Sălaj, Transilvania, România.
În anul 2025 satul avea 23 de locuitori. 

## Galerie de imagini

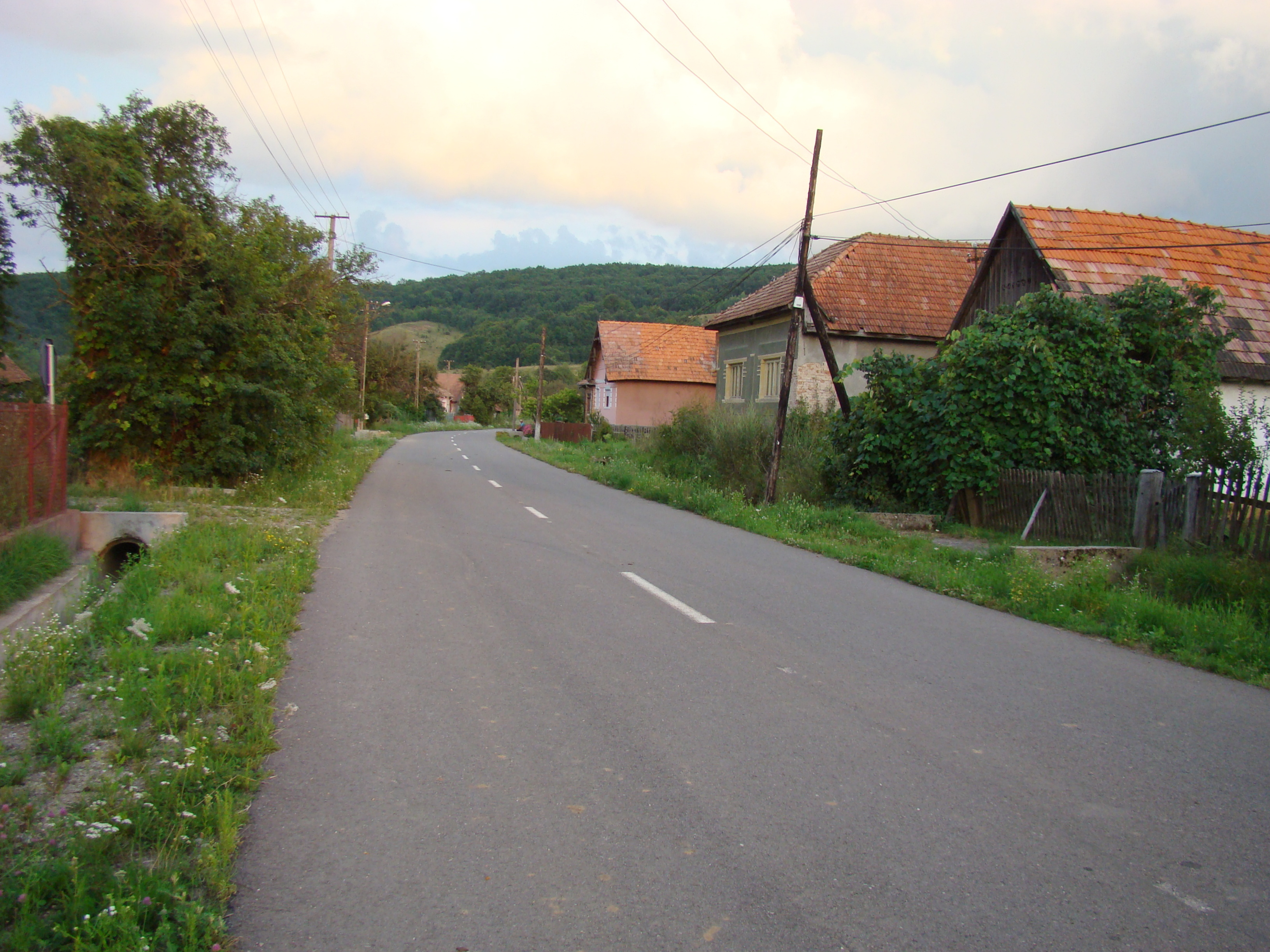
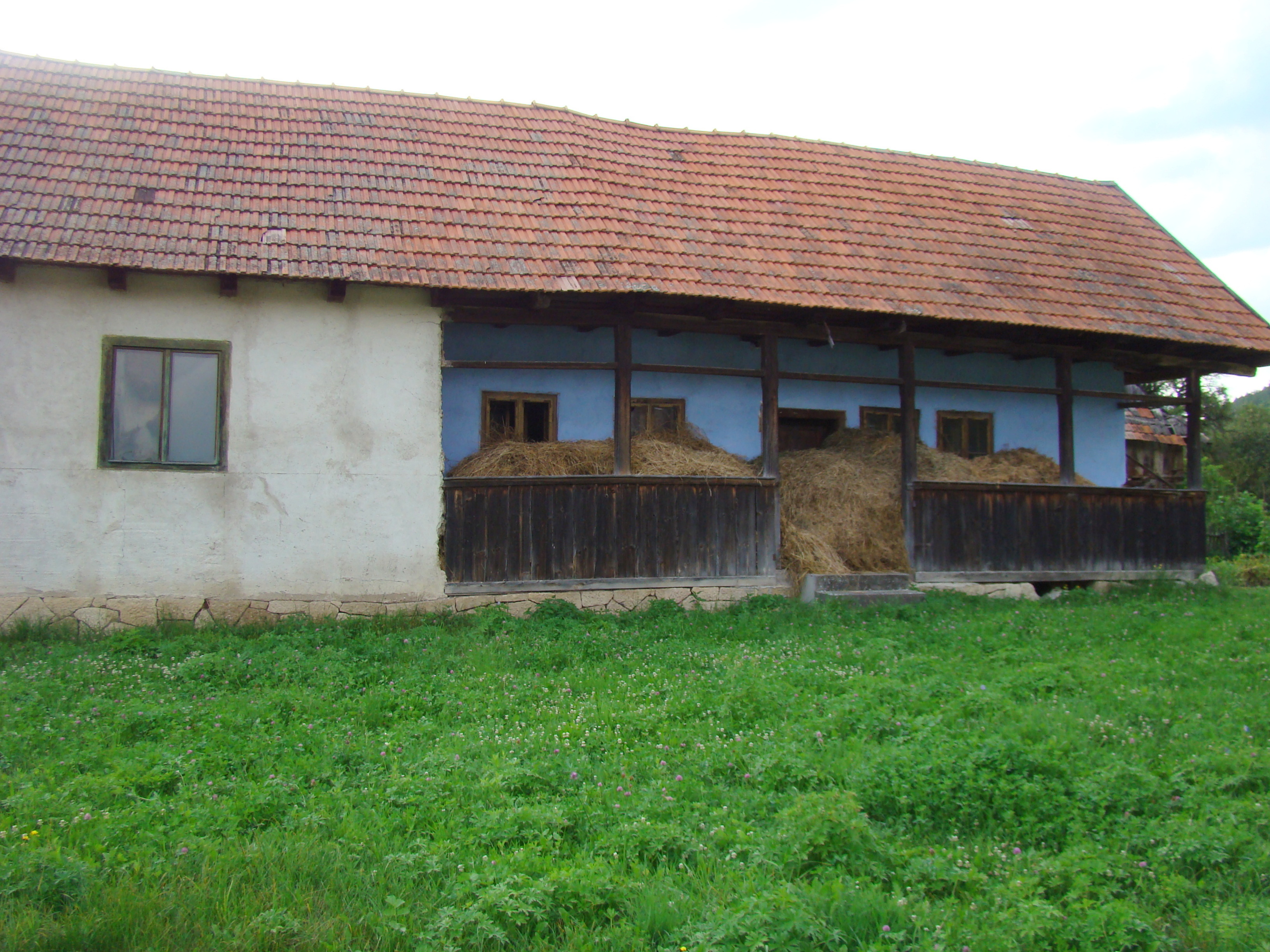
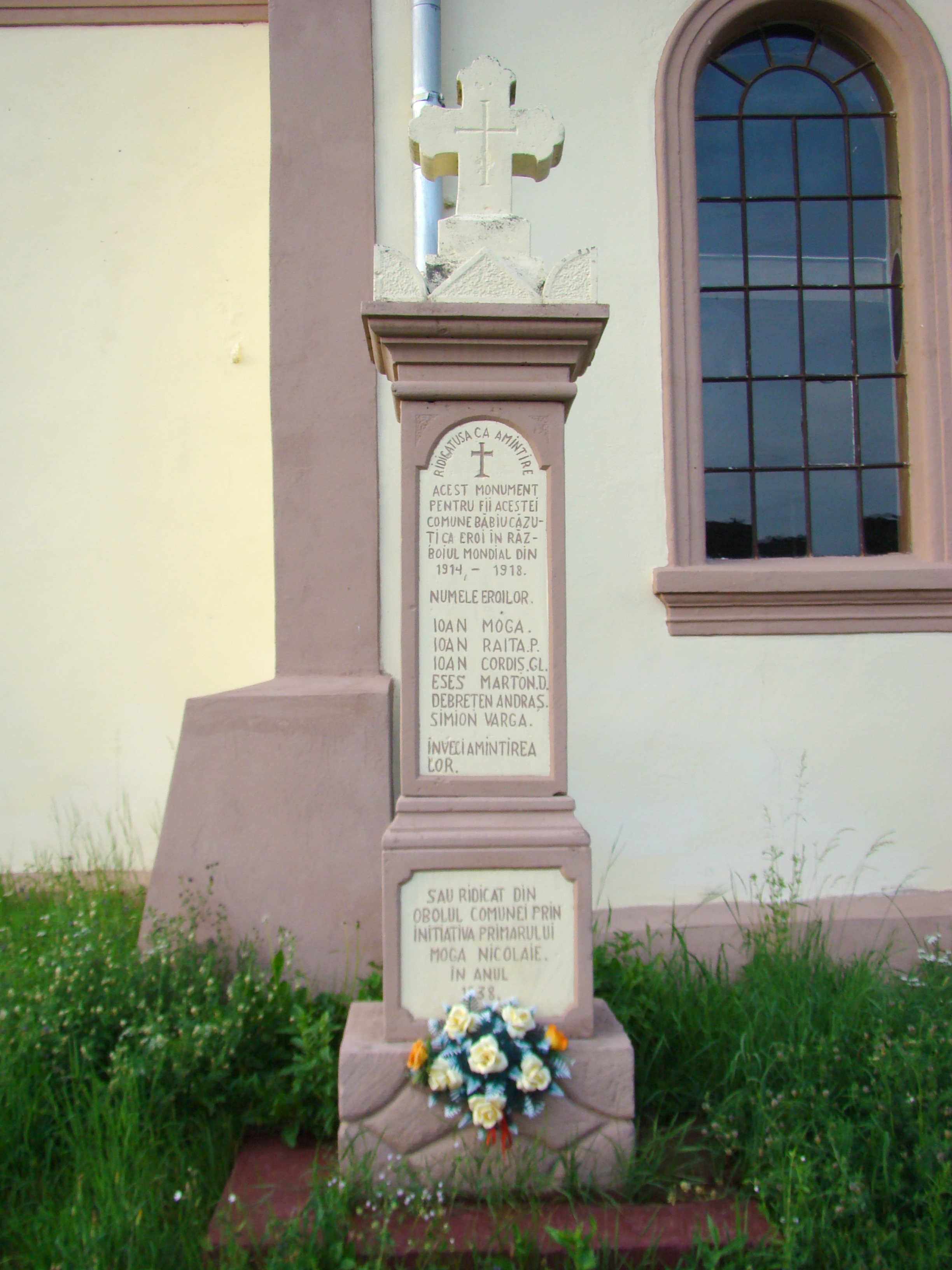
Monumentul Eroilor din satul Băbiu
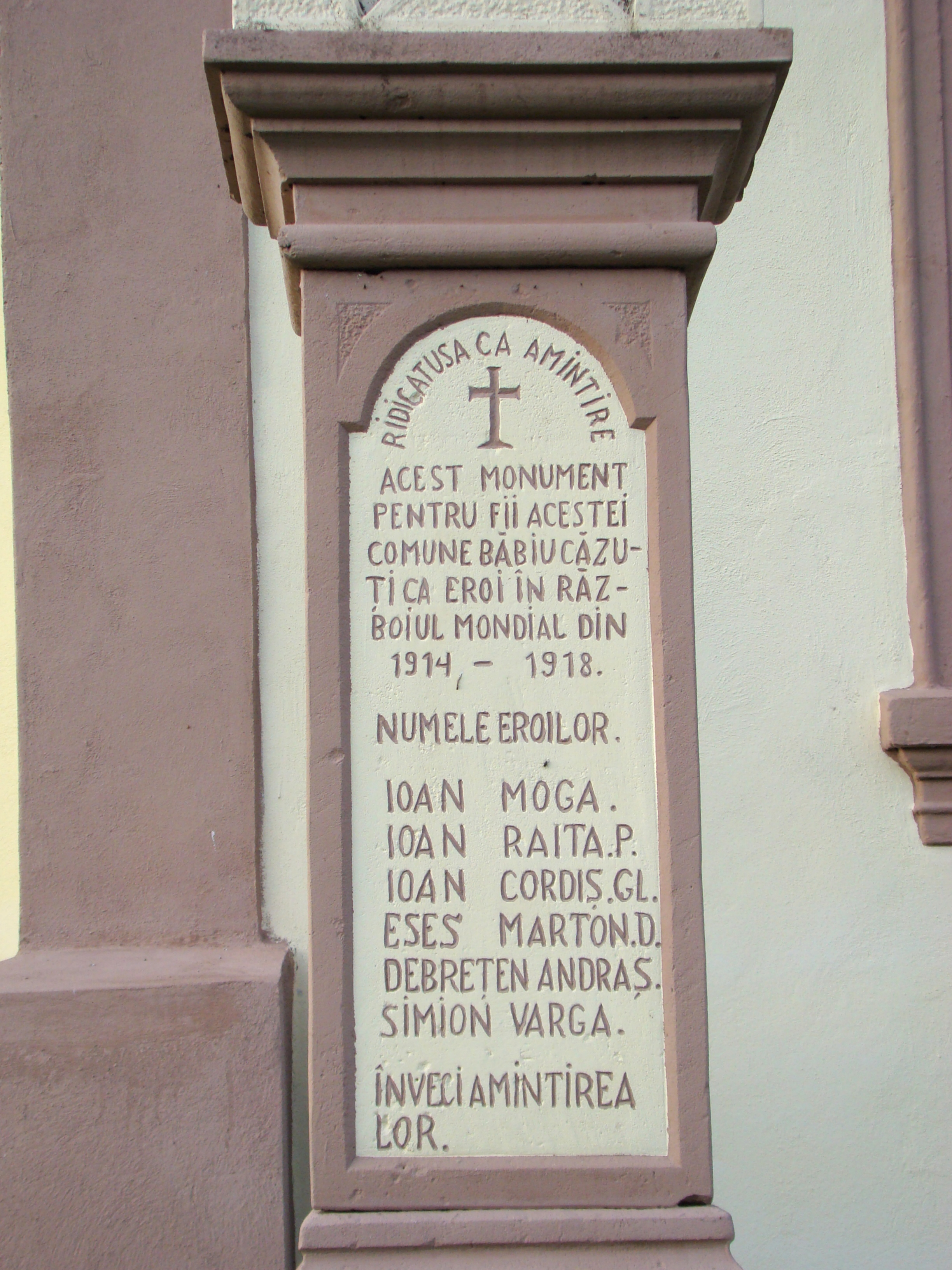
Monumentul Eroilor (detaliu)
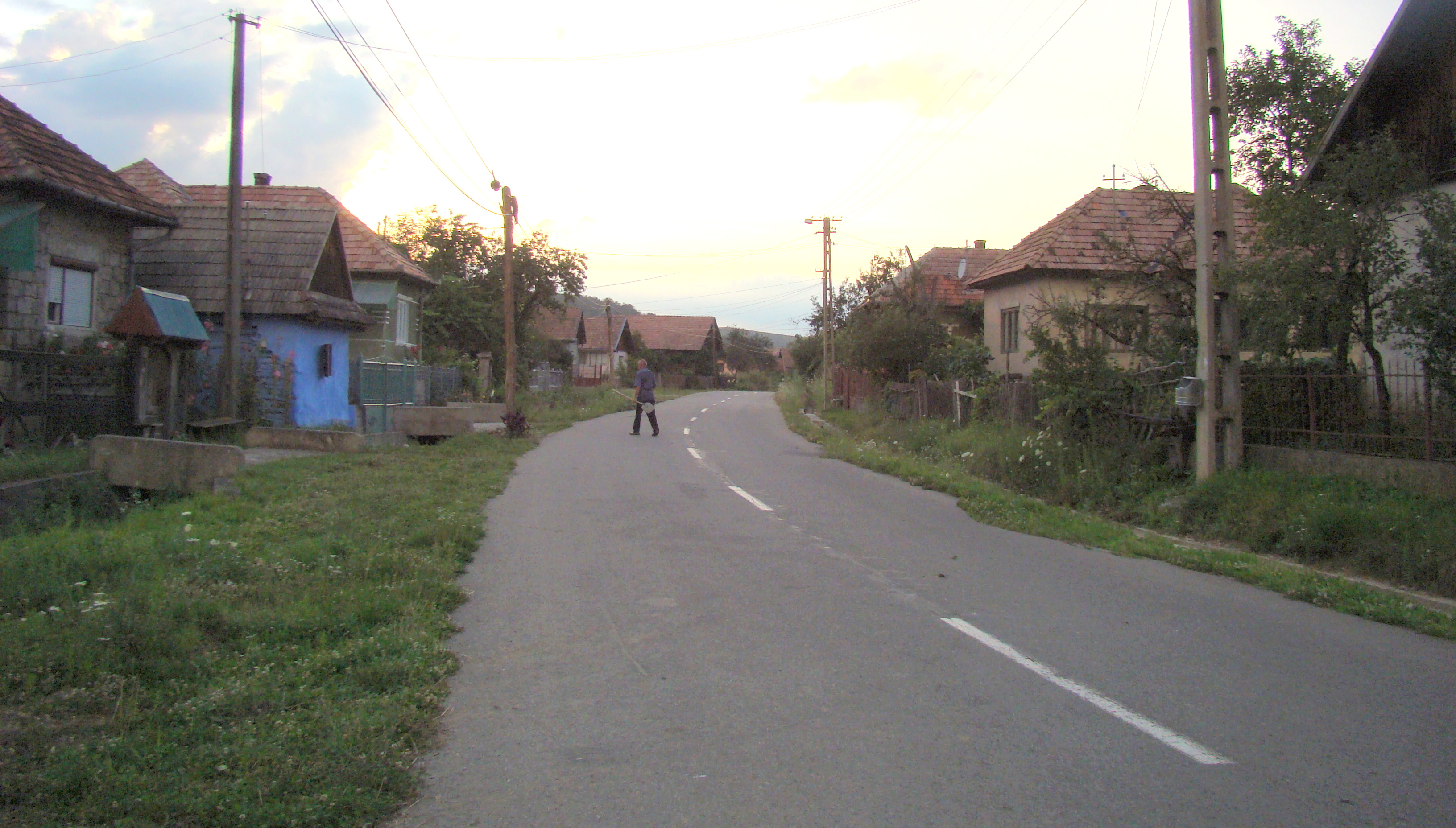
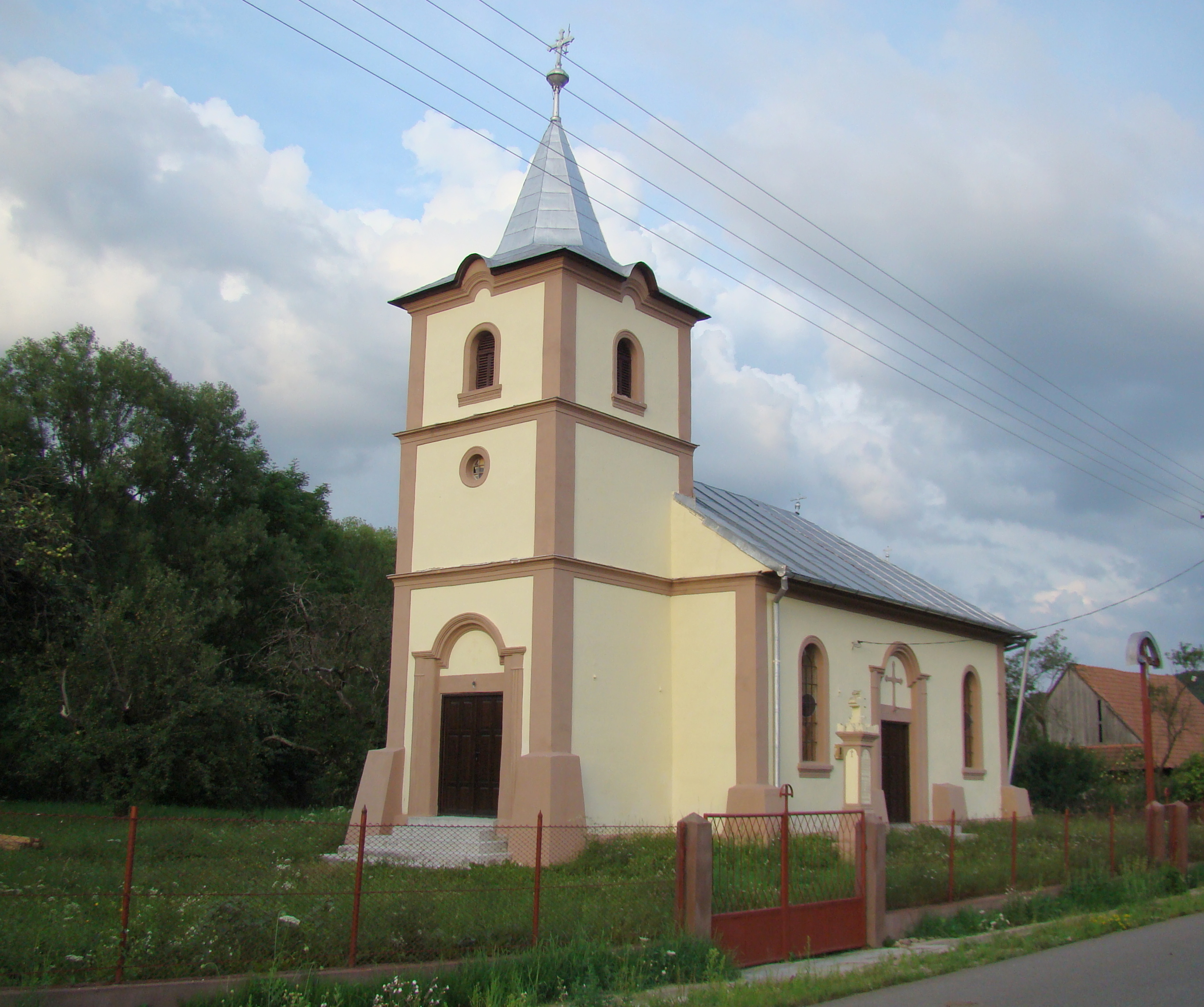
Biserica ortodoxă cu hramul „Pogorârea Sfântului Duh” (1930)
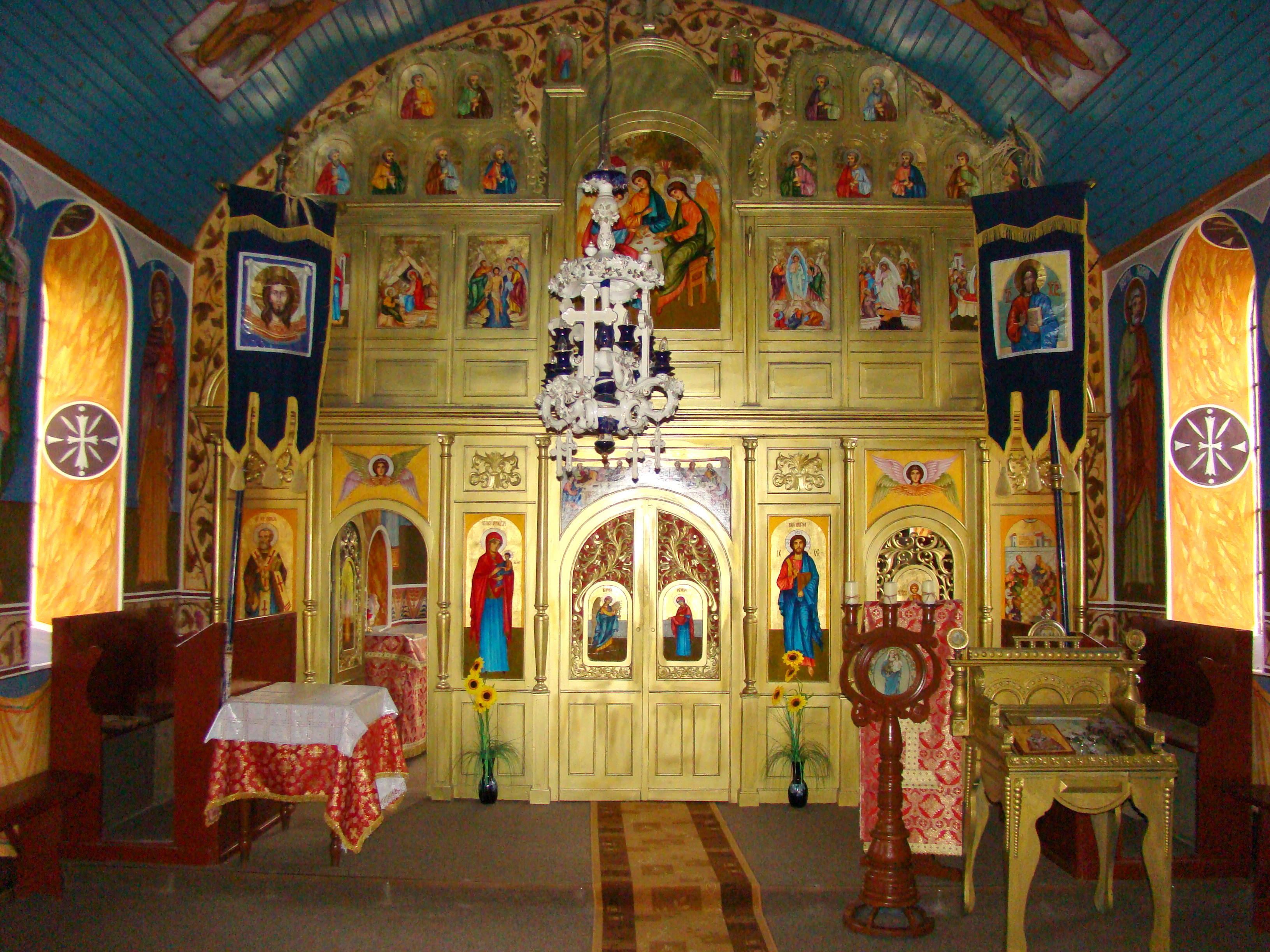
Biserica ortodoxă cu hramul „Pogorârea Sfântului Duh” (iconostasul)
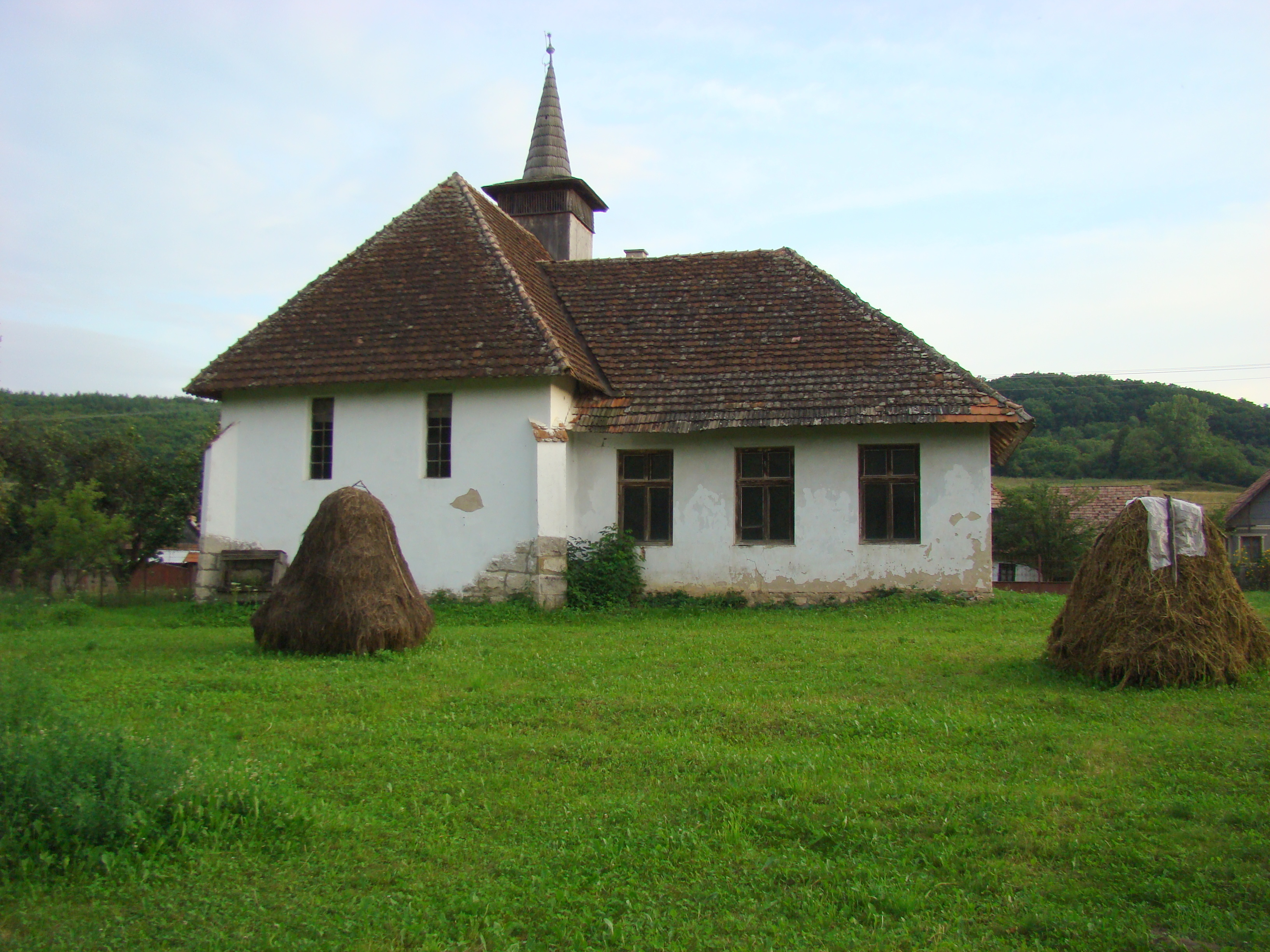
Biserica și școala reformată
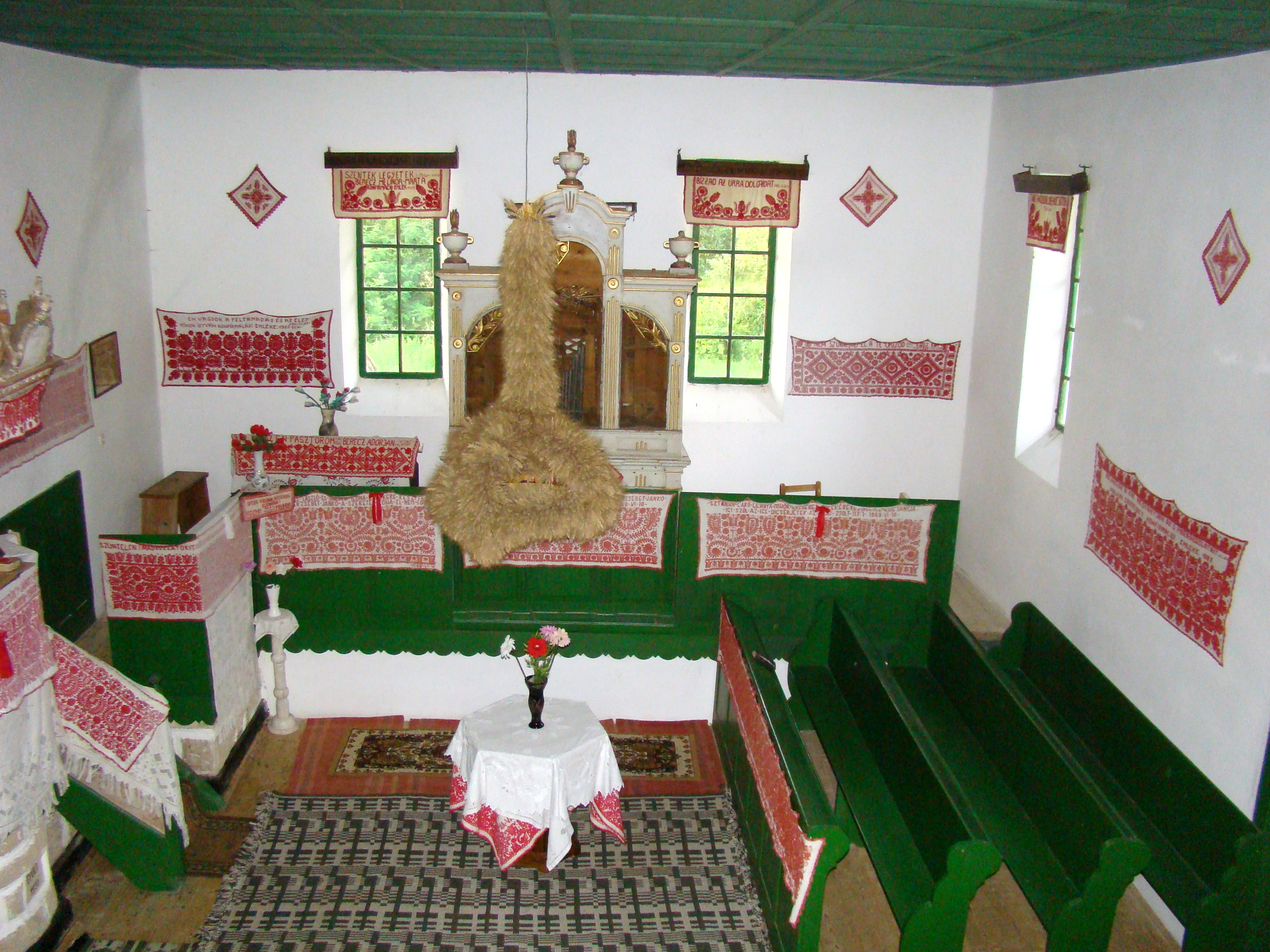
Biserica reformată
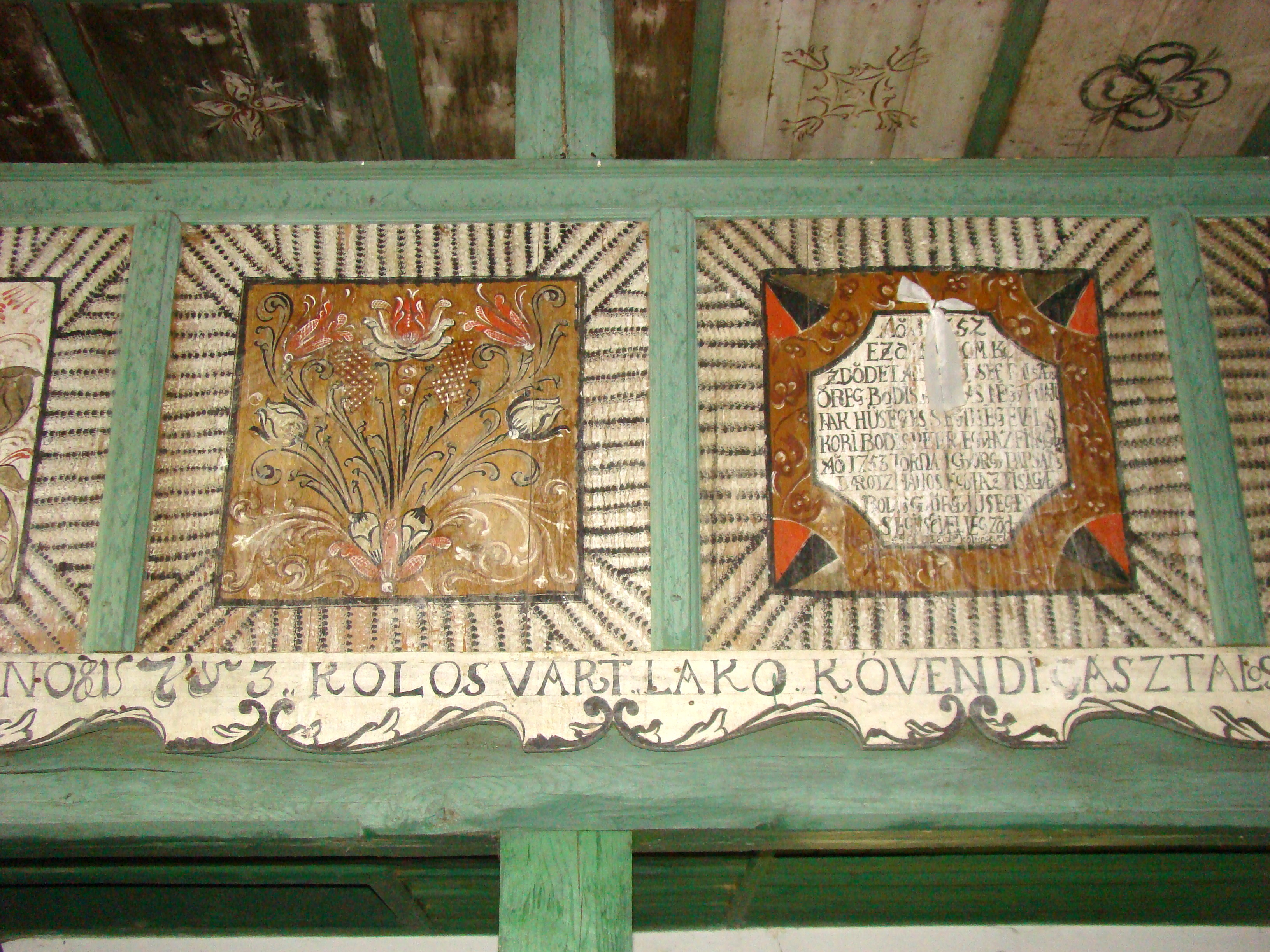
Casetele pictate de pe tavan și parapetul corului au fost recuperate de la vechea biserică și au fost pictate de Kövendi Asztalos János în 1763